# 삼계초등학교 (김해시)
김해삼계초등학교는 대한민국 경상남도 김해시 삼계동에 있는 공립 초등학교이다.

## 개요
김해시의 역사
삼계초등학교는 경상남도 김해시에 있는 공립 초등학교이다.

## 학교 연혁
| 2022.09.01    | 제21대 정귀봉 교장 부임                               |
| 2022.03.02    | 42(2)학급 편성                                        |
| 2021.12.30    | 제58회 졸업(졸업생116명, 총 졸업생 5,755명)           |
| 2021.03.01    | 30(1)학급 편성                                        |
| 2020.07.14    | 2021~2022학년도 진주교육대학교 교육실습 협력학교 지정 |
| 2019.03.01    | 30(1)학급 편성                                        |
| 2019.02.26    | 12실 증축                                             |
| 2018.09.01    | 디지털교과서 선도학교 지정                            |
| 2014. 12. 12. | 체육영재육성 종목(교기) 리듬체조부 지정               |
| 2014. 10. 10. | 방송실 현대화 시설 구축                               |
| 2013. 10. 10. | 전국 아름다운학교 우수상 수상                         |
| 2013. 09. 01. | 영어체험실 신설                                       |
| 2013. 03. 01. | 기초학력 지역 중심학교                                |
| 2013. 03. 01. | 뒤처지는 학생 없는 학교 운영                          |
| 2009.~ 2011.  | 사교육절감형 창의경영학교 운영                        |
| 2002. 03. 01. | 삼계초병설유치원 2학급 편성                           |
| 2001. 04. 24. | 삼계초등학교 신축교사 이전                            |
| 1992. 02. 18. | 근검절약 도우수학교                                   |
| 1991. 03. 01. | 특수학급(1학급)설치                                   |
| 1990. 12. 31. | 시 우수학교선정                                       |
| 1990. 11. 28. | 산수과 시범학교 보고회                                |
| 1985. 03. 23. | 병설유치원 개원                                       |
| 1963. 03. 20. | 삼계초등학교 개교(6학급)                              |
| 1958. 07. 01. | 합성국민학교 삼계분교 개설                            |

## 학교 상징
- 교화 - 목련 : 이른봄 잎이 피기도 전에 하얗게 주위를 밝혀주던 목련, 추운 겨울을 이기고 꽃을 피운 모습이 삼계어린이의 모습이 비길 만 하다.
- 교목 - 은행나무 : 지금으로부터 2억년 전후 고생대 말기부터 존재한 은행나무. 삼계초등학교의 역사와 전통의 은행나무같아라.
- 교훈 - 바르게 행동하고 더불어 살며 꿈을 가꾸는 어린이

## 공사
화장실 현대화 공사(완료)
급식실 현대화 공사(완료)

## 참고 자료
- 삼계초등학교 - 한국교육학술정보원 학교알리미